# ヘンフィル郡 (テキサス州)
ヘンフィル郡（ヘンフィルぐん、英: Hemphill County）は、アメリカ合衆国テキサス州の北部に位置する郡である。2010年国勢調査での人口は3,807人であり、2000年の3,351人から13.6%増加した。郡庁所在地は唯一の自治体であるカナディアン市（人口2,649人）であり、同郡で人口最大の都市でもある。郡名はアメリカ連合国議員で判事を務めたジョン・ヘンフィルに因んで名付けられた。ヘンフィル郡は州内に30ある禁酒郡（ドライ）の1つである。

## 歴史
1875年以前の200年間、アパッチ族、コマンチ族、カイオワ族などの遊牧型インディアンが、バッファローの大群を追って、ヘンフィル郡のある、後にテキサス州の回廊地帯と呼ばれるようになる一帯を動き回っていた。1840年のジョサイア・グレッグや1845年のランドルフ・B・マーシー大尉が、ニューメキシコ州サンタフェを抜けてカリフォルニア州に至る代替路を探すために、カナディアン川の南岸に沿って、現在のヘンフィル郡を通る道を探索した。
1874年から1875年のレッド川戦争は、アメリカ陸軍がテキサス州の回廊地帯のインディアンを封じ込めようとした時に起こった。1874年9月、3つあった大きな戦闘のうち、ライマンズ・ワゴントレインの戦いとバッファローワロウの戦いの2つがヘンフィル郡内で起きた。
1879年4月12日、テキサス州の回廊地帯ではウィーラー郡が最初に組織化された郡となり、ヘンフィル郡を含む14の未組織郡がそれに付けられた。ヘンフィル郡は1887年7月に組織化された。
1888年7月4日、テキサス州で、恐らくは世界で初めてのロデオがカナディアン市のメインストリートで開催された。これは地域の大規模牧場の中での競技会として始まり、現在も毎年7月4日に開催されている。
ヘンフィル郡周辺の景観や生物を活かしてエコ観光が行われ、郡の経済を多様化してきた。農園主や牧場主は未来のために自然や生物の保護に努めている。

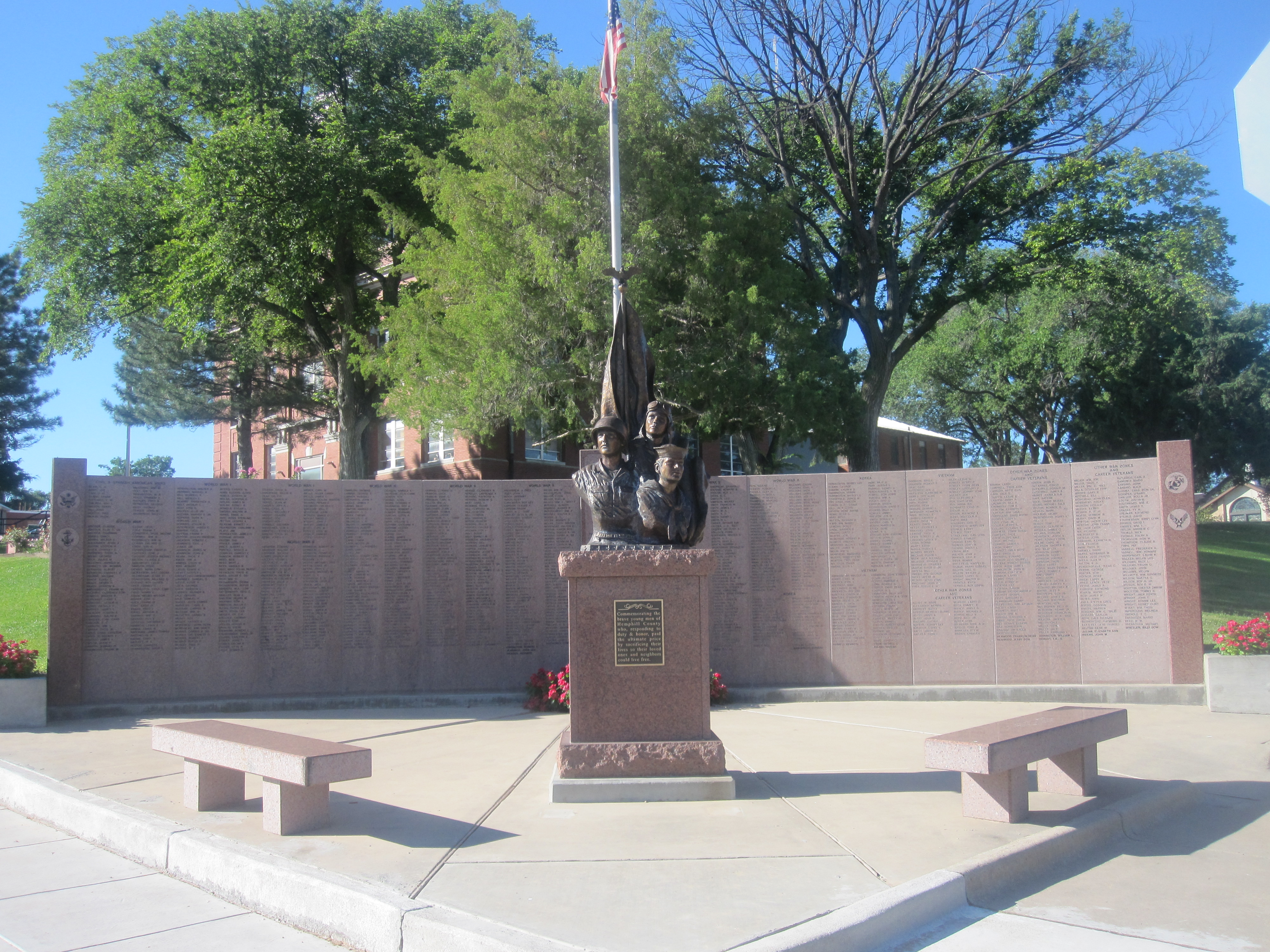
ヘンフィル郡庁舎前にある軍事記念碑。

### サンタフェ鉄道の影響
1886年、サンタフェ鉄道の子会社である南カンザス鉄道会社がテキサス州の回廊地帯への鉄道敷設を始めた。この路線は1887年にヘンフィル郡内に入り、郡内への入植を促した結果、メンドータ、カナディアン、グレイザーの3つの町が生れた。
サンタフェ鉄道が1907年いカナディアンを分岐点に指定し、牧場経済を中心に多様化された。サンタフェ鉄道の影響は1950年代半ばまで強く残っていたが、その後は従業員をアマリロ市に移動させた。

### 石油生産
1970年代、ヘンフィル郡は石油生産の急速な拡大によって成長した。石油が郡内で発見されたのは1955年だったが、埋蔵地点まで深く、まだ効率的に汲み上げる技術が発展していなかったために、当初は生産量が少ないままだった。1974年までに石油生産量は999,000 バーレル (158,800 m3) に達し、1978年には 1,891,000 バーレル (300,600 m3) 以上を生産した。2000年では石油約505,000 バーレル (80,300 m3) と天然ガス80億立方フィート (2億 m3) が生産されており、将来は明るい。

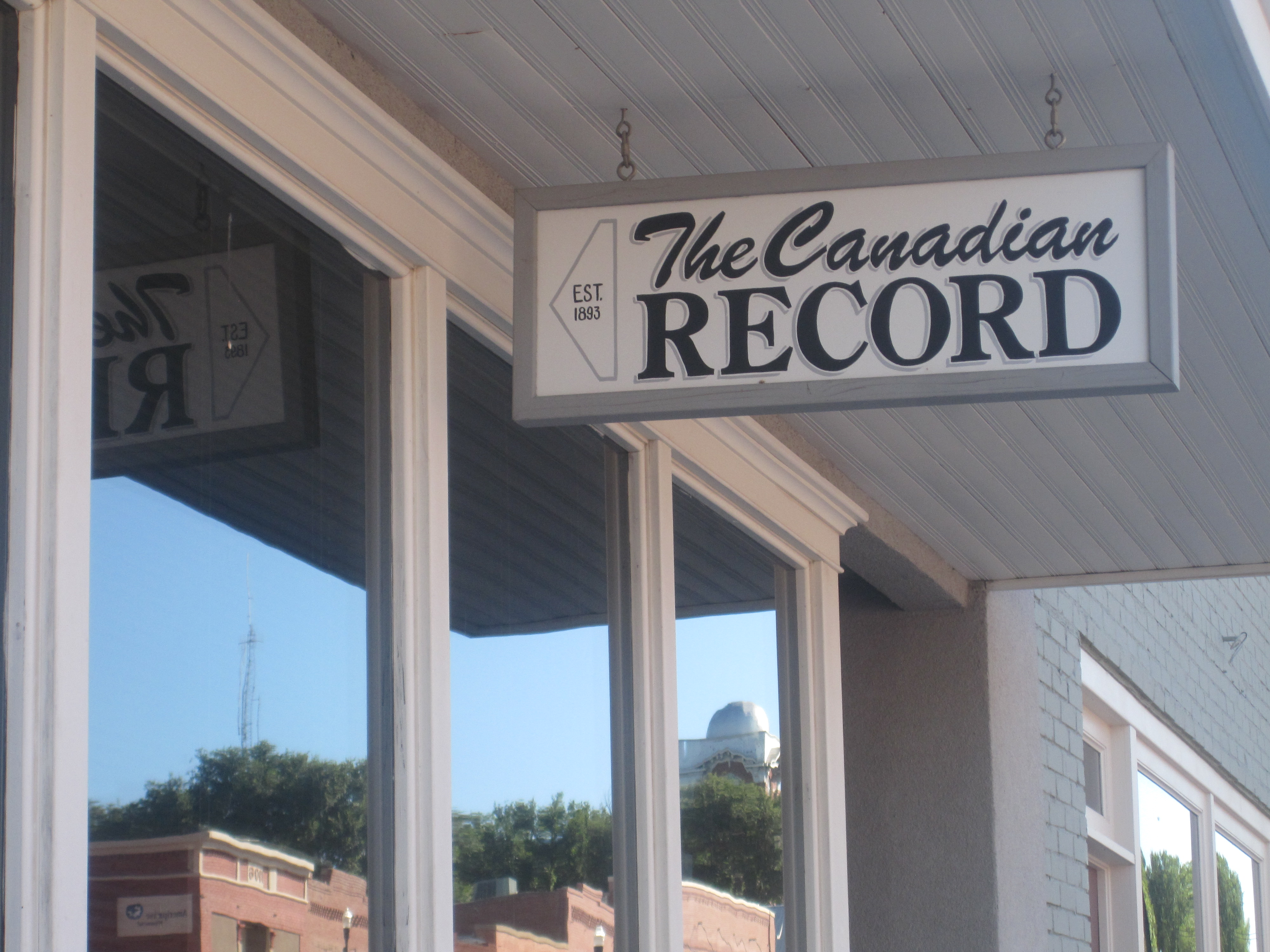
カナディアン・レコード新聞社

### エイブラハム一族

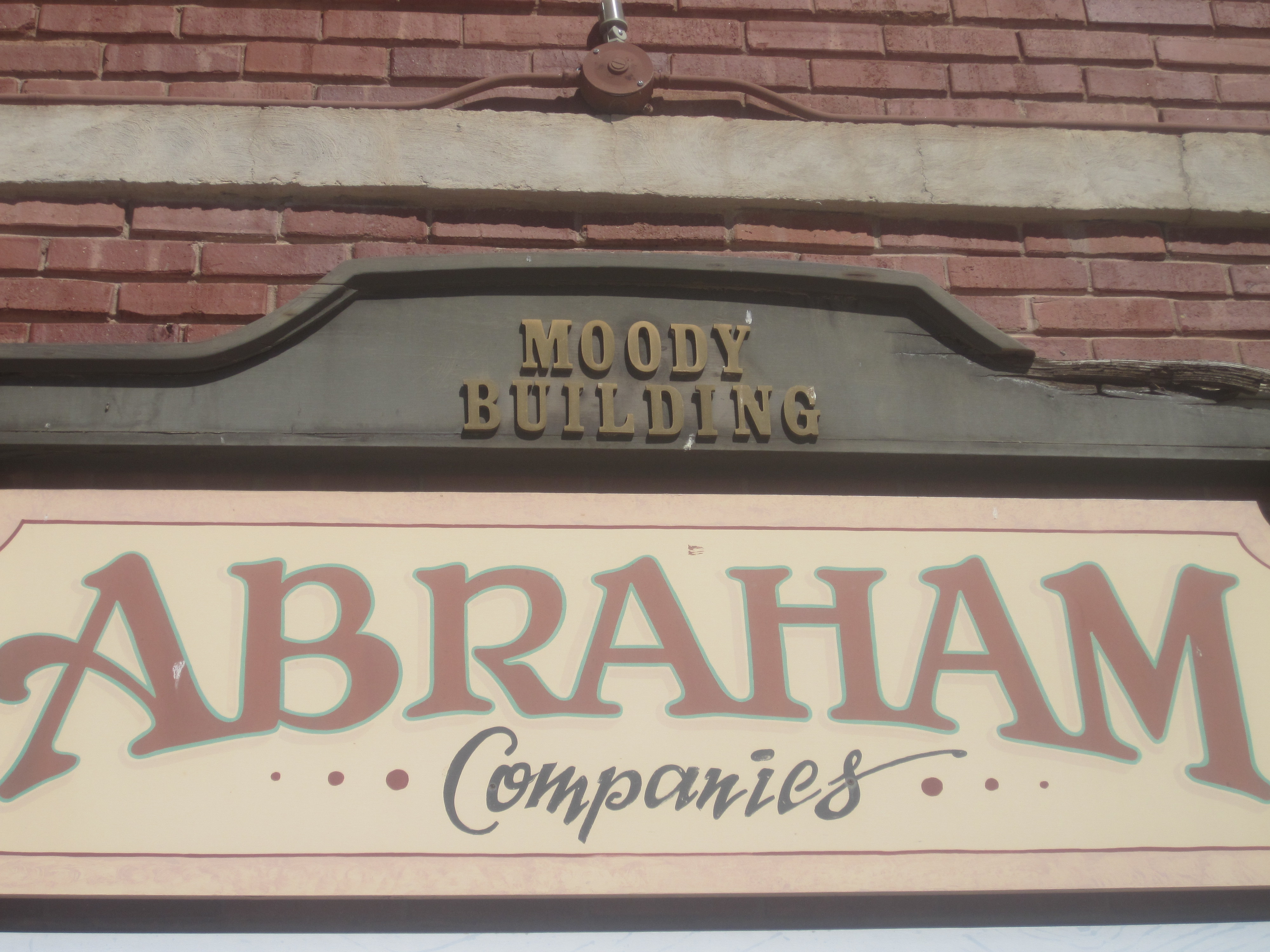
エイブラハム社はカナディアン市の元はホテルだったムーディ・ビルを本拠にしている。

レバノンからの移民トム・エイブラハムがカナディアン市で長年百貨店を営業していた。移民がアメリカ市民になるように援助もした。
エイブラハムの弟、マルーフ・エイブラハム・シニアは裕福な石油と天然ガスの開発者かつ慈善事業家であり、1950年代にはカナディアン市長を、1967年から1971年にはテキサス州議会下院議員を務めた。

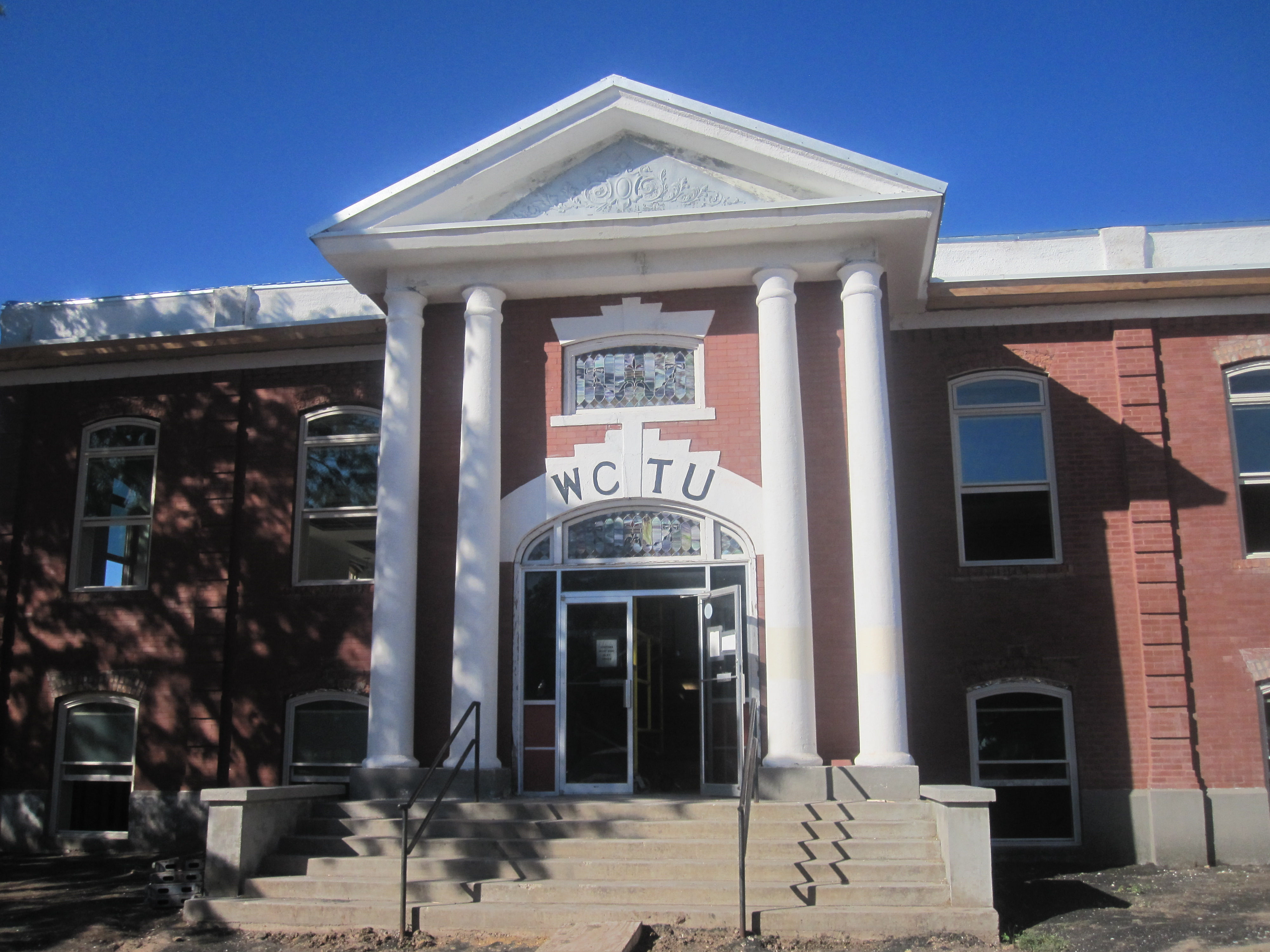
元女性キリスト教徒禁酒同盟の建物、現在はヘンフィル郡図書館に改装されている。

マルーフ・エイブラハム・ジュニアはカナディアン市のアレルギー専門医であり、芸術の庇護者だった。カナディアン市にあった床面積14,000平方フィート (1,300 m2) の家屋を改装し「シタデル・ガーデン」と呼ばれる美術館にした。マルーフ・エイブラハム・ジュニアの妻はノースカロライナ州出身のテレーズ・ブラウンであり、その3人の息子はエイブラハム家の第4世代になっている。エディー・エイブラハムは牛の牧場主であり、セイラム・アンドリュー・エイブラハムは先物取引業者、ジェイソン・エイブラハムは大きな馬牧場を経営している。

## 地理
アメリカ合衆国国勢調査局に拠れば、郡域全面積は912平方マイル (2,362.1 km2)であり、このうち陸地910平方マイル (2,356.9 km2)、水域は2平方マイル (5.2 km2)で水域率は0.26%である。

### 主要高規格道路
- アメリカ国道60号線
- アメリカ国道83号線
- テキサス州道33号線

### 隣接する郡
- リップスコム郡 - 北
- エリス郡 (オクラホマ州) - 北東
- ロジャーミルズ郡 (オクラホマ州) - 南東
- ウィーラー郡 - 南
- ロバーツ郡 - 西

### 国立保護地域
- ブラックケトル国立草原（部分）

## 人口動態
以下は2000年の国勢調査による人口統計データである。
| 基礎データ - 人口: 3,351人 - 世帯数: 1,280 世帯 - 家族数: 948 家族 - 人口密度: 1人/km2（4人/mi2） - 住居数: 1,548軒 - 住居密度: 1軒/km2（2軒/mi2） 人種別人口構成 - 白人: 87.65% - アフリカン・アメリカン: 1.55% - ネイティブ・アメリカン: 0.72% - アジア人: 0.27% - 太平洋諸島系: 0.03% - その他の人種: 8.48% - 混血: 1.31% - ヒスパニック・ラテン系: 15.58% 年齢別人口構成 - 18歳未満: 28.0% - 18-24歳: 6.5% - 25-44歳: 25.3% - 45-64歳: 25.4% - 65歳以上: 14.7% - 年齢の中央値: 39歳 - 性比（女性100人あたり男性の人口） - 総人口: 101.3 - 18歳以上: 92.2 | 世帯と家族（対世帯数） - 18歳未満の子供がいる: 32.75% - 結婚・同居している夫婦: 65.2% - 未婚・離婚・死別女性が世帯主: 5.9% - 非家族世帯: 25.9% - 単身世帯: 24.4% - 65歳以上の老人1人暮らし: 12.0% - 平均構成人数 - 世帯: 2.50人 - 家族: 2.98人 収入と家計 - 収入の中央値 - 世帯: 35,456米ドル - 家族: 42,036米ドル - 性別 - 男性: 31,154米ドル - 女性: 19,423米ドル - 人口1人あたり収入: 16,929米ドル - 貧困線以下 - 対人口: 12.6% - 対家族数: 10.9% - 18歳未満: 16.7% - 65歳以上: 12.8% |

## 都市と町
- カナディアン - 郡庁所在地